# Manhattan
|  | Per a altres significats, vegeu «Manhattan (desambiguació)». |

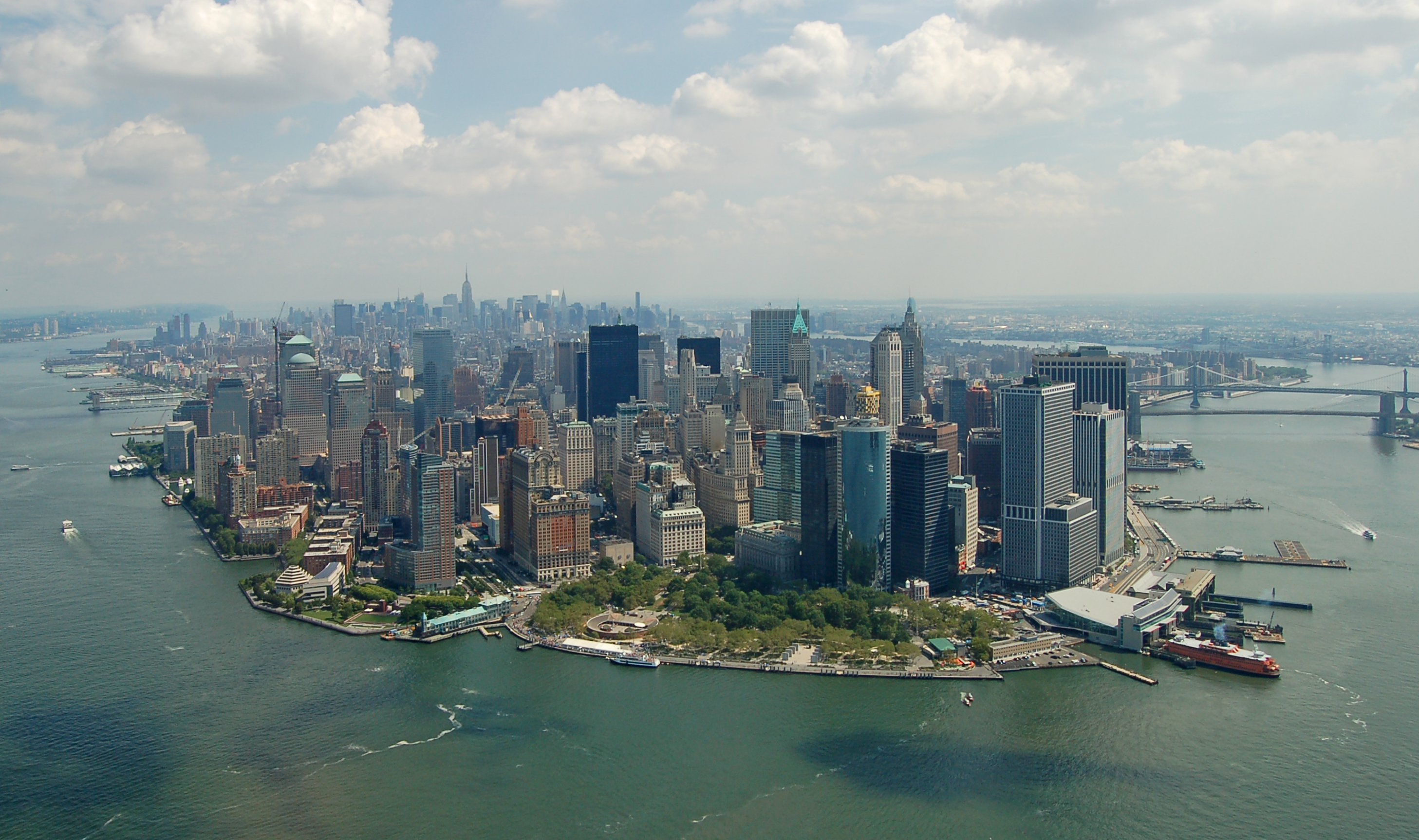
Vista de Manhattan

Manhattan és una illa fluvial dins del riu Hudson i també un dels cinc boroughs o districtes que formen la ciutat de Nova York, als Estats Units. El districte té els mateixos límits que el Comtat de Nova York i inclou l'illa de Manhattan, així com altres petites illes a més d'una petita part de terra continental. L'any 2004, la població era d'1.562.723 persones, i es calcula que el 2019 tenia 1.628.706 habitants. El comtat de Nova York és el de menor àrea a l'Estat de Nova York, però el de major densitat dels Estats Units.
L'illa de Manhattan és l'àrea on la ciutat de Nova York va ser fundada per colons europeus al segle xvii i n'ha estat històricament el centre comercial, polític i cultural. Avui en dia continua exercint aquest paper a escala local amb edificis com l'Ajuntament de Nova York o la seu del Commissaria de Policia municipal. Tanmateix, la rellevància en tots aquests àmbits és notable a escala mundial: a Manhattan es troben la seu de les Nacions Unides, les dues borses de valors amb més capitalització del món, dos dels museus més visitats del planeta (MET i MoMA) i àrees com el districte teatral de Broadway i el Lincoln Center for the Performing Arts.
El perfil urbà de Manhattan, coronat per alguns dels gratacels més famosos del món com el Chrysler Building, l'Empire State Building o el One World Trade Center, ha esdevingut una icona de la ciutat de Nova York i un símbol dels Estats Units. Per aquesta raó, és la principal destinació dels turistes que visiten Nova York, i compta amb tres de les deu atraccions turístiques més visitades del món: Times Square, Central Park i Grand Central Terminal. També es troben a Manhattan famosos barris multiculturals com Little Italy, Harlem o Chinatown i universitats de prestigi global com Colúmbia, la Universitat de Nova York i el City College de Nova York.

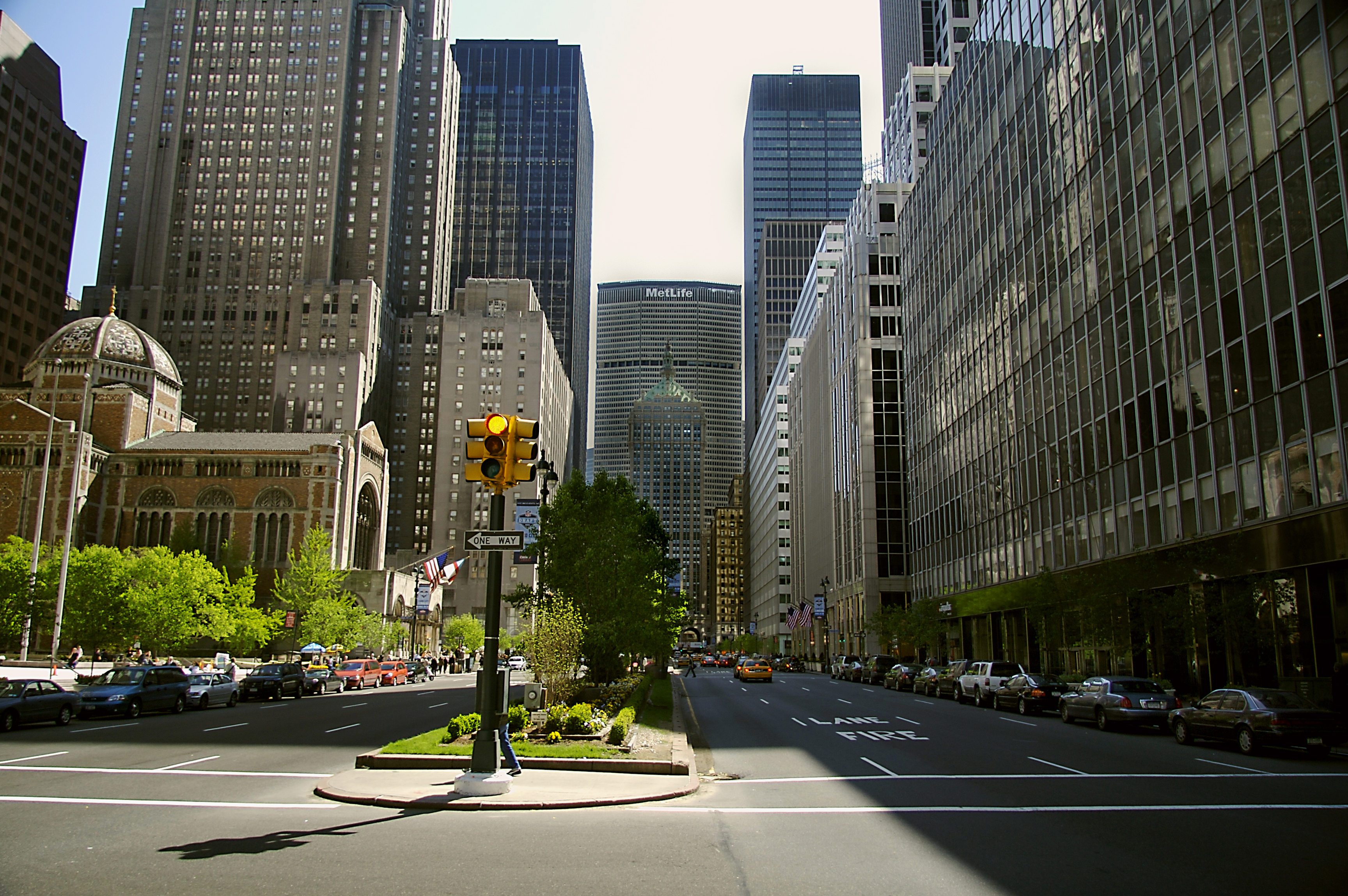
Vista de Park Avenue North de cara al MetLife Building

## Història

### Manhattan en la història colonial

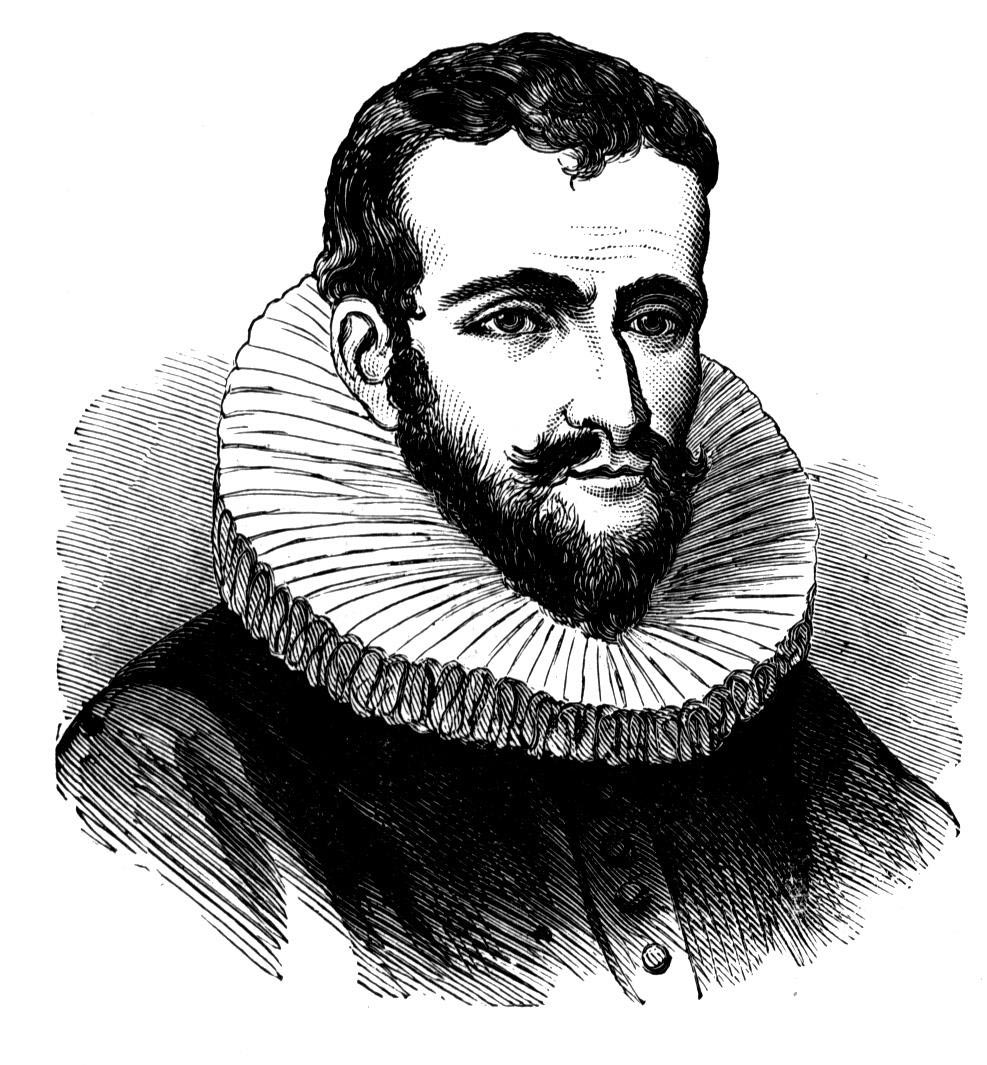
Henry Hudson

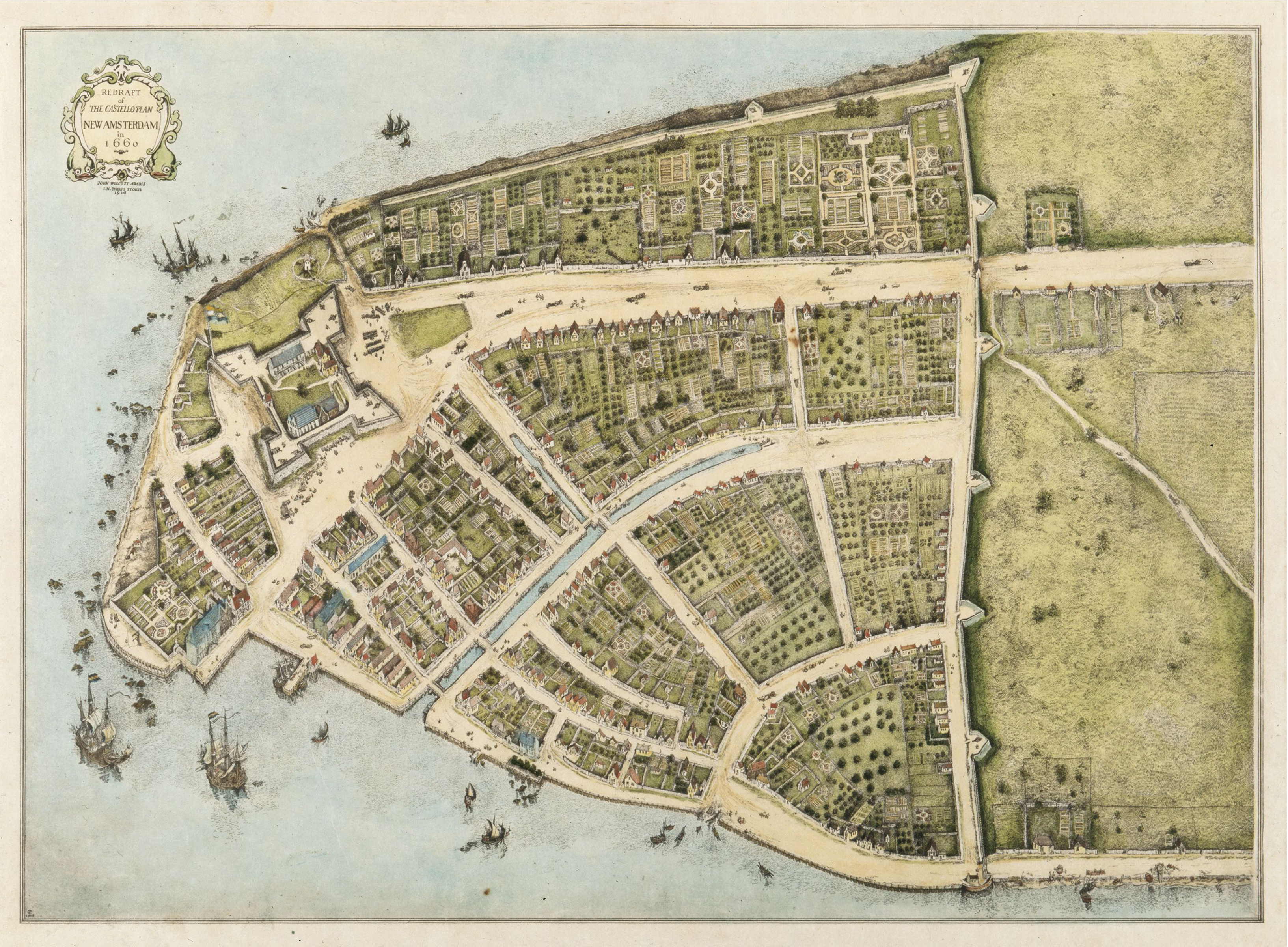
Plànol del sud de Manhattan (1660)

El nom de «Manhattan» prové del lenape, una variant de la família de la llengua algonquina. Primer de tot escrit Manna-hata, va ser traduït per «illa dels nombrosos turons». Apareix per primera vegada el 1609 al diari de bord de Robert Juet, un membre de l'expedició neerlandesa de Henry Hudson que va descobrir l'illa l'11 de setembre d'aquell mateix any. El 1610, el nom Manahata apareix dues vegades, anomenant les dues ribes del riu Mauritius (el riu Hudson). Els Algonquins són els habitants més antics coneguts d'aquest territori.

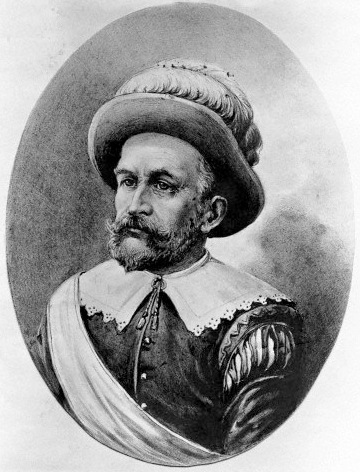
Pieter Minnewit

L'illa va ser colonitzada per ordre la Companyia Holandesa de les Índies Occidentals el 1625. La colònia de Nova Amsterdam va néixer oficialment amb la compra per part de Pieter Minnewit del territori als seus habitants (els manhattes) per alguns articles de vidre i altres quincalles.
El 2 de febrer de 1653, la ciutat es va constituir en municipalitat. Nova Amsterdam va anar a parar a mans angleses el 1664. L'illa va ser oficialment cedida pels holandesos als anglesos pel Tractat de Breda de 1667, que posava fi a la Segona Guerra Anglo-Holandesa. Va ser de seguida rebatejada en honor del duc de York, el futur Jaume II d'Anglaterra i VII d'Escòcia, com la ciutat de Nova York i l'Estat de Nova York.
Durant la Tercera Guerra Anglo-holandesa la ciutat va tornar als holandesos el 1673 i va ser rebatejada Nova Orange. El 1674 durant les negociacions de pau els holandesos intercanvien la ciutat per Surinam.
Manhattan és un dels dotze comtats originals de l'Estat, que en aquell temps era una província, el 1683. En aquella època, com avui dia, coincidia amb la ciutat de Nova York i ocupava l'illa.

### Revolució americana
Manhattan va ser al cor de la Campanya de Saratoga, un seguit de batalles importants lliurades al començament de la Guerra d'Independència dels Estats Units. L'Exèrcit Continental va haver d'abandonar la ciutat als anglesos després de llur desfeta a Fort Washington el 16 de novembre de 1776. Un cop posat sota l'autoritat britànica, Manhattan va esdevenir el centre d'operacions del Regne de la Gran Bretanya a Amèrica del Nord fins al final de la guerra. Aquest període va ser marcat per una catàstrofe, el Gran Incendi de 1776, durant el qual uns cinc-cents cases o un terç de la ciutat va ser destruït. Es va acabar amb la tornada de George Washington a la ciutat, i la sortida de les forces britàniques, el 25 de novembre de 1783: que s'ha anomenat l’Evacuation Day.
Entre l'11 de gener de 1785 i la tardor 1788, Nova York va esdevenir la cinquena capital dels tretze Estats confederats des de la signatura dels Articles de la Confederació, el 15 de novembre de 1777. El Congrés Continental era aleshores a la Fraunces Tavern, situada a Manhattan. Quan entra en vigor la Constitució dels Estats Units el 4 de març de 1789, Nova York va esdevenir la primera capital dels Estats Units. Aleshores l'administració del país es va instal·lar al Federal Hall situat a Wall Street.

### Creixement dels seglesxixixx
En el transcurs del segle xix Manhattan s'engrandí i esdevingué un centre econòmic, aprofitant, entre d'altres, l'obertura del canal d'Erie el 1825. El 1835, la població va superar la de Filadèlfia, fent de Nova York la ciutat més gran del país. En la segona meitat del segle, l'arribada massiva d'immigrants, que entraven per Ellis Island als Estats Units, va reforçar la posició de Manhattan. Nova York va començar des de llavors a estendre's més enllà de l'illa original.

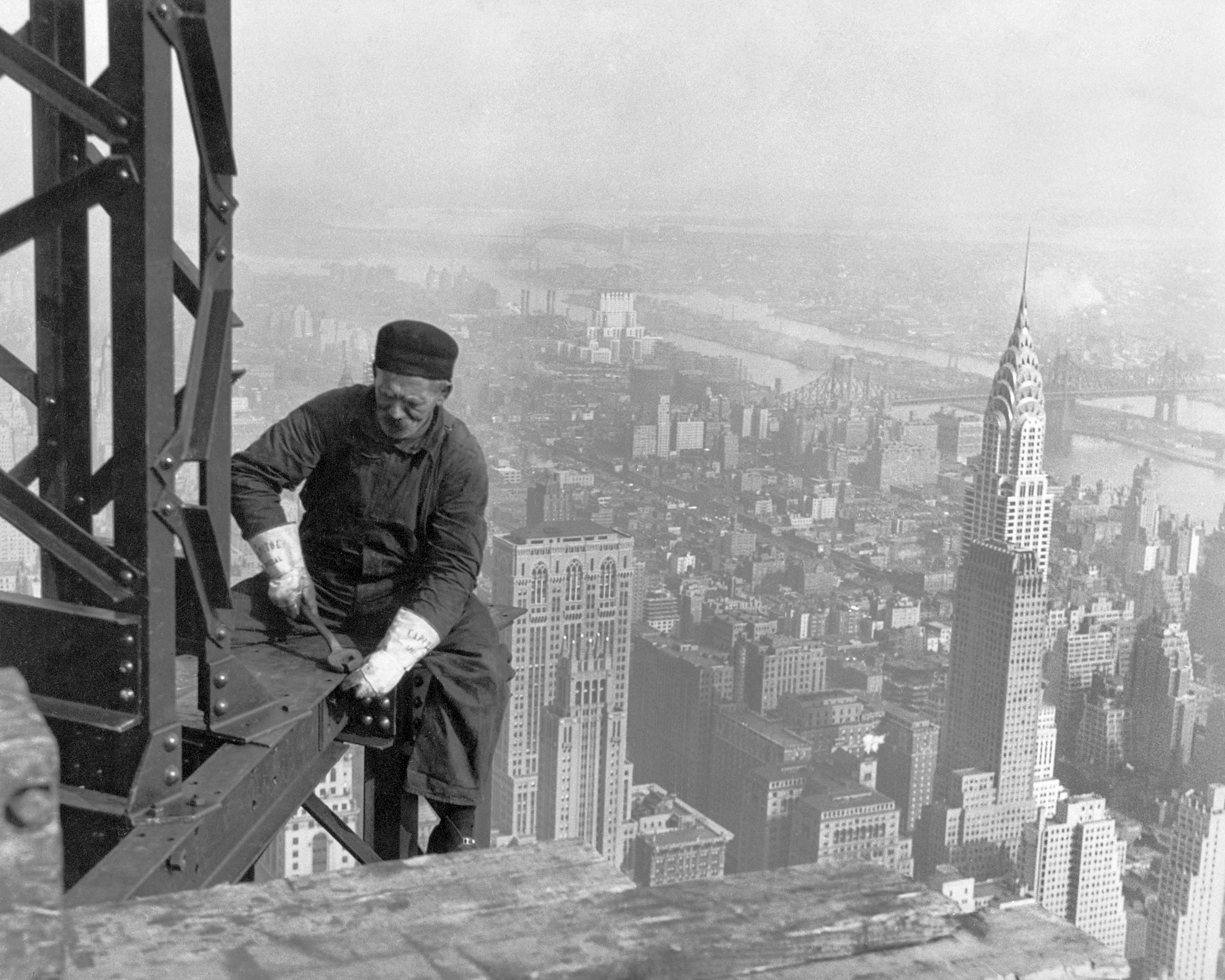
Un treballador a la part superior de l'Empire State Building durant la construcció el 1930 amb el Chrysler Building al fons

El 1874, una part del que avui és el Bronx va ser adscrita al comtat de Nova York, després la totalitat el 1895. El 1899 es va crear la City of Greater New York, que va fer del Bronx un borough a part, tot i que formant part sempre del comtat de Nova York. L'1 de gener de 1914 el Govern de l'Estat de Nova York va crear el comtat del Bronx, i el comtat de Nova York va restar reduït als seus límits actuals.
Tanmateix l'aparició progressiva dels altres boroughs no fa minvar el poder de Manhattan, que continua sent el veritable cor de la ciutat. La construcció de nombrosos gratacels des del començament del segle xx testimonia el dinamisme del borough i n'augmenta la celebritat al món sencer. En la dècada del 1920 el Renaixement de Harlem en fa la «capital mundial de la cultura negra». Malgrat els efectes de la Gran Depressió, la dècada del 1930 s'edificaren d'alguns dels gratacels aleshores més alts del món, dels quals alguns de molts celebres, com l'Empire State Building o el Chrysler Building, han esdevingut un símbol de Nova York.
Durant la dècada del 1970, Manhattan va conèixer una crisi financera i demogràfica: les fàbriques i els tallers van tancar, una part de la població se'n va anar del centre cap als afores o cap al Sun Belt.
Als anys 1980, amb el renaixement de Wall Street, Manhattan va retornar com a centre mundial de l'economia i de les finances. La forta baixada de la criminalitat, empresa durant la dècada del 1990 i feta possible per la política de tolerància zero del batlle Rudolph Giuliani, va contribuir a canviar la cara de nombrosos veïnats del borough.
D'ençà fa alguns anys, s'assisteix a una transformació de diversos veïnats de Manhattan. Els antics tallers de teixit o les instal·lacions portuàries són transformats en estudi o en galeries d'art a SoHo, a Midtown i al voltant del Lincoln Center. Nombrosos blocks són renovats i rehabilitats, incloent-hi certs sectors de Harlem; aquesta reconquesta del centre per una població amb un cert poder adquisitiu comporta una gentrificació, poc profitosa pels més desfavorits i que pot amenaçar l'herència cultural dels barris, a semblança del Lower East Side.

### Història recent
La història recent de Manhattan ha estat marcada per l'atac terrorista de l'11 de setembre de 2001 sobre el World Trade Center, del qual les conseqüències han impactat fot en els habitants. Amb la caiguda de les torres bessones, el panorama urbà de Manhattan va canviar substancialment, i la denominada Zona Zero, situada al cor del centre financer històric de Wall Street, acull diversos memorials commemorant l'esdeveniment. El 30 d'abril de 2012, el One World Trade Center, encara incomplet, esdevingué l'edifici més alt de l'illa, sobrepassant l'Empire State Building que havia recobrat aquest rècord amb els fets del 2001.

## Geografia
El barri de Manhattan té una superfície de 87,5 km², entre els 59,5 km² de terres emergides i els 28 km² d'aigua. L'illa de Manhattan està envoltada pel Hudson River a l'oest i l'East River a l'est. Cobreix una superfície de 58,8 km², mesura 21,6 km de longitud i 3,7 km d'amplada a nivell del carrer 14. Al nord, el Harlem River la separa del Bronx i del continent. El barri comprèn igualment altres illes: Randall's Island i Ward's Island i Roosevelt Island a l'East River, així com Governors Island i Liberty Island al sud a la badia de New York.
S'estén també sobre una petita part del continent, englobada en el Bronx: es tracta del veïnat de Marble Hill, que anteriorment havia format part de l'illa de Manhattan, però que en va ser separat per la construcció el 1895 del canal de Spuyten Duyvil Creek que connectava el Hudson al Harlem River.

### Barris

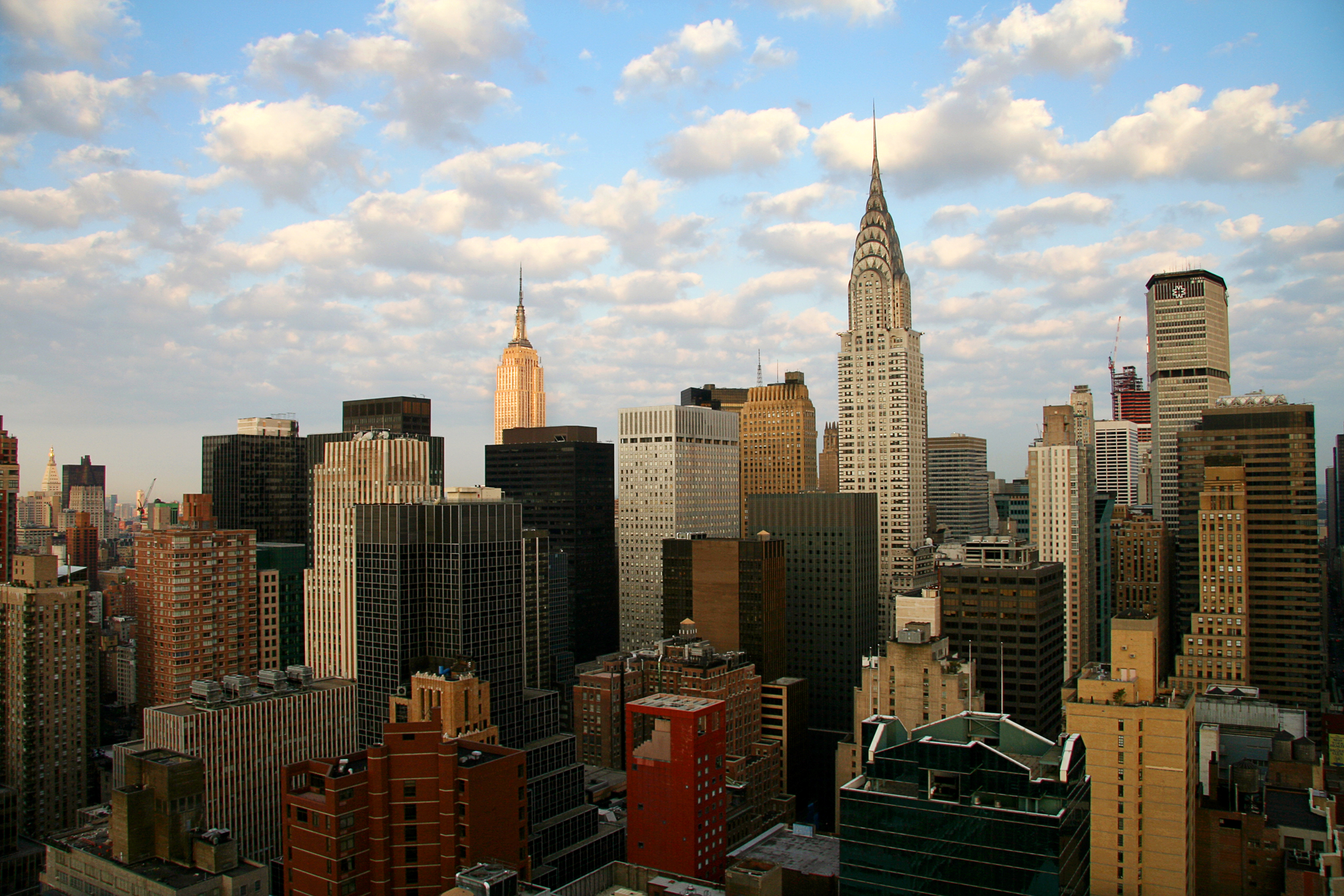
El Midtown amb l'Empire State Building, el Chrysler Building, el MetLife Building, i el Bank of America Tower

A Manhattan, es distingeixen tres zones principals (del sud cap al nord):
- Downtown: és el cor històric de Nova York, al sud de l'illa. Comprèn el Central business district (CBD) o Financial District amb la borsa de Wall Street així com els barris de Chinatown i SoHo. És a l'extrem sud de Manhattan on s'erigien les torres bessones del World Trade Center abans de l'11 de setembre de 2001.
- Midtown: és el barri d'afers econòmics més important dels Estats Units. Comença al sud del carrer 14 i acaba al límit sud de Central Park al nord. La part més densa i més característica del barri és al nord, a partir del carrer 31 i sobretot del 42, on hi ha la Grand Central Station.
- Uptown: els barris al nord, a l'oest i a l'est de Central Park, el principal espai verd de la ciutat. És un espai majoritàriament residencial (Upper East Side, Upper West Side, Harlem…).

La Cinquena Avinguda, principal eix de la ciutat, delimita els costats est i oest de la ciutat.
Els nombrosos barris de Manhattan no responen a cap convenció particular.
Alguns són geogràfics, com l'Upper East Side, altres descriuen una realitat ètnica, com Chinatown; alguns són acrònims, com a TriBeCa ("TRIangle BElow CAnal Street") o SoHo ("SOuth of HOuston"), o Nolita ("NOrth of Little ITAly").
Harlem deu el seu nom a la ciutat de Haarlem als Països Baixos. Descobreixen tota la diversitat de Manhattan: el Lower East Side i l'East Village han estat molt de temps associats a una «subcultura bohèmia». Chelsea és el barri de la vida artística i nocturna. A Washington Heights viuen immigrants de la República Dominicana. Chinatown és, amb més de 150.000 habitants, la major concentració de xinesos del món occidental. L'Upper West Side és sovint definit com un barri intel·lectual i creatiu, mentre que l'Upper East Side, un dels barris més rics dels Estats Units, és caracteritzat com a conservador.

#### De nord a sud

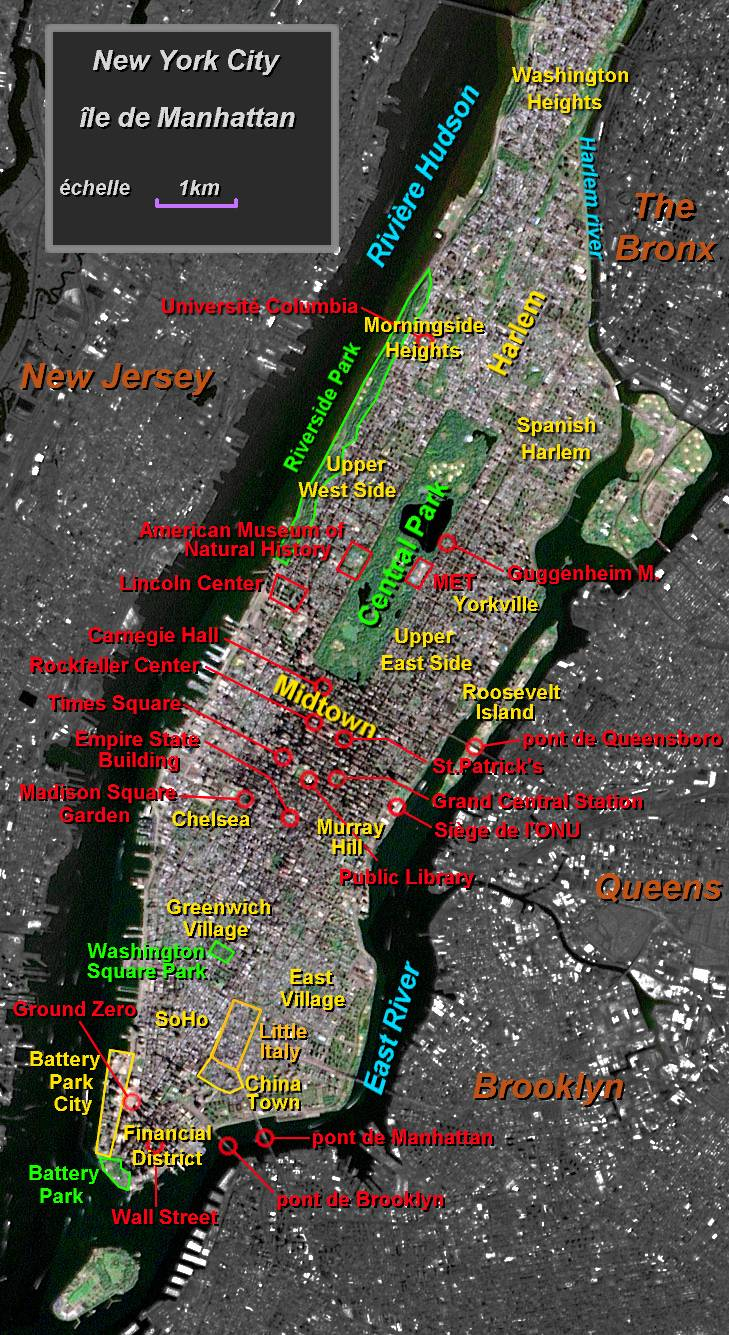
Plànol de Manhattan

- Marble Hill (separat de l'illa de Manhattan)
- Inwood (veïnat residencial relativament modest)
- Washington Heights (veïnat residencial modest)
  - The Cloisters, museu medieval, annex del Metropolitan Museum of Art
  - The Hispanic Society of Ametrica
- Harlem (antic quasi-ghetto negre, les condicions socioeconòmiques hi han millorat considerablement)
- Morningside Heights
  - Columbia University (prestigiosa universitat formant part de l'Ivy League
  - Catedral anglicana de Saint John the Divine
  - General Grant National Memorial
  - Riverside church
- Spanish Harlem o East Harlem (veïnat majoritàriament porto-riqueny)
- Upper West Side (veïnat residencial acomodat) 
  - Riverside Park
  - Museu Americà d'Història Natural
  - Lincoln Center, complex artístic
  - Metropolitan Opera
- Central Park
  - Metropolitan Museum of Art (un dels grans museus mundials)
- Columbus Circle
- Upper East Side, veïnat residencial i commercial força acomodat
  - Museu Guggenheim (gran museu d'art modern)
  - Frick Collection
- Roosevelt Island, veïnat residencial
- Pont de Queensboro
- Hell's Kitchen
- Midtown
  - Broadway, gran avinguda que traverssa Manhattan, veïnat dels teatres a la part central
  - Carnegie Hall, celebre sala de concerts
  - Rockefeller Center, gran complex comercial
  - Catedral Saint Patrick, gran església neogòtica
  - Times Square
  - La Seu de les Nacions Unides
  - Grand Central Station
  - La New York Public Library, la principal biblioteca de la ciutat
  - L'Empire State Building
  - Museu d'Art Modern de Nova York
- El Madison Square Garden
- Chelsea
  - Hotel Chelsea
  - Chelsea Market
- Murray Hill
- Flatiron District
  - Edifici Flatiron
- Greenwich Village, veïnat residencial acomodat, tradicionalment habitat per artistes
  - New York University
  - Washington Square Park
- East Village
  - Museu Whitney d'Art Americà
- SoHo
- NoLiTa
- Little Italy
- Lower East Side
- Bowery
- Chinatown
- pont de Manhattan, obert el 1909
- pont de Brooklyn, obert el 1883
- TriBeCa
- Financial district
  - El World Trade Center (Ground Zero)
    - One World Trade Center
    - National September 11 Memorial & Museum

  - Wall Street, la Borsa de Nova York
  - South Street Seaport, nombrosos edificis del segle XIX
- Battery Park City
- Battery Park
- Ellis Island
- Liberty Island
- Governors Island

### Llista dels principals carrers de Manhattan

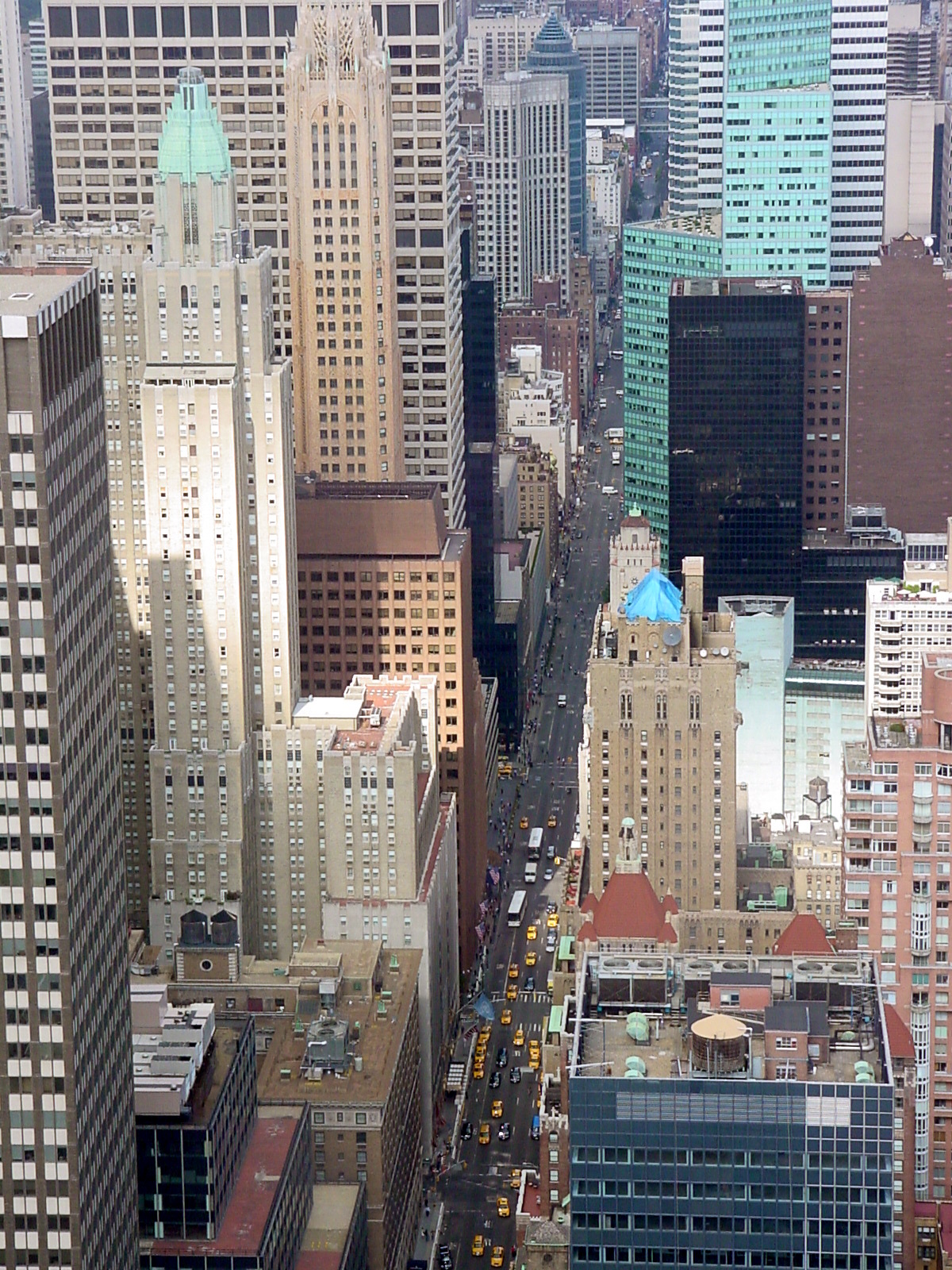
Vista de Lexington Avenue mirant al nord des de la part superior del Chrysler Building.

- First Avenue
- Second Avenue
- Third Avenue
- Park Avenue
- Fifth Avenue
- Sixth Avenue
- Seventh Avenue
- Eighth Avenue
- Ninth Avenue
- Tenth Avenue
- Eleventh Avenue
- Twelfth Avenue
- Lexington Avenue
- York Avenue
- St. Nicholas Avenue
- Wall Street
- Fulton Street
- Central Park West
- Cooper Square
- Bowery
- Canal Street
- Delancey Street
- Grand Street
- Houston Street
- Madison Avenue
- Riverside Drive

## Economia

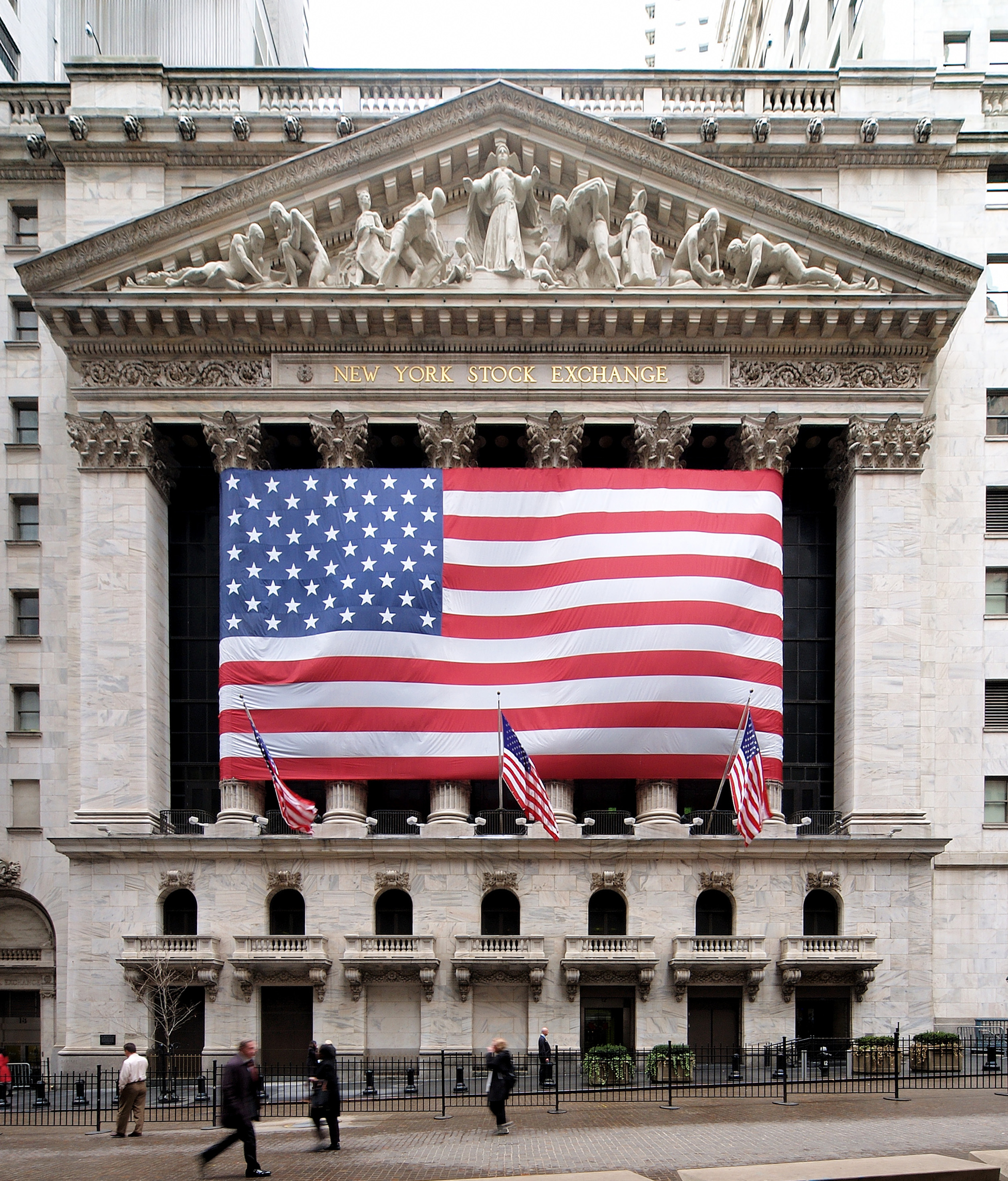
Borsa de Nova York

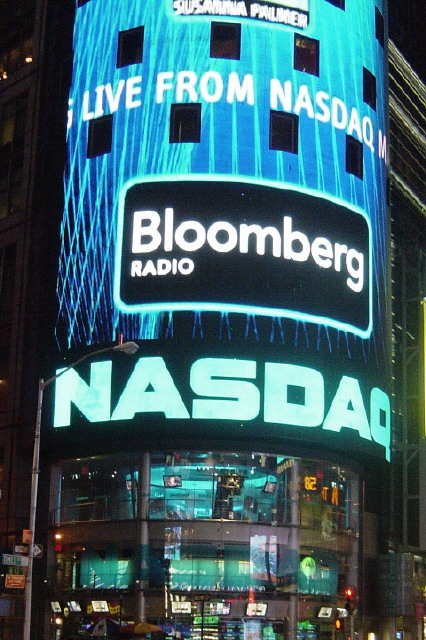
El MarketSite a Times Square, de nit.

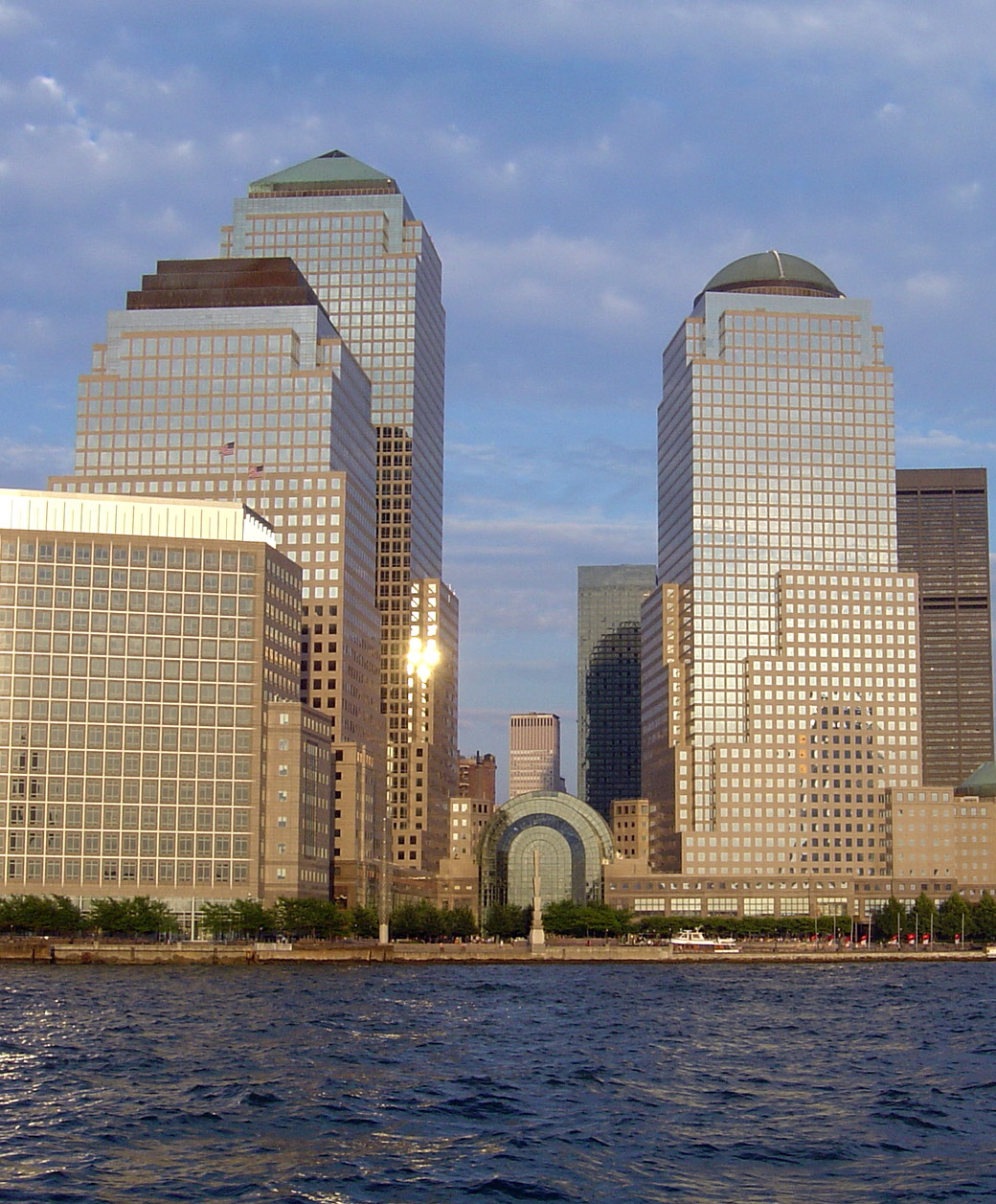
El World Financial Center

Manhattan és el centre econòmic de l'aglomeració novaiorquesa: el districte ofereix 2,4 milions de llocs de treball, és a dir els dos terços de la ciutat. La població diürna de Manhattan s'eleva a 2 874 000 persones a conseqüència de l'afegitó d'1 337 000 habitants dels afores. Es tracta de l'afluència de població més important del país i representa més del triple que Washington DC que s'eleva a 481 000 persones.
Les estadístiques de 2006 mostren que el salari setmanal mitjà de les persones que hi treballen s'eleva a 1 453 $; el més elevat dels 325 principals comtats dels Estats Units. El sector dels serveis és el principal pilar de l'economia del borough, que compta tot i això amb 39 800 d'actius en la fabricació i 39 800 en la construcció. El sector de la salut representa un 11,3% dels llocs de treball.
Històricament, la presència de grans empreses no ha impedit el desenvolupament dels detallistes independents, tot i això la instal·lació recent de botigues de grans cadenes nacionals és considerat per alguns com l'indici d'una homogeneïtzació que fa perdre originalitat. Tanmateix, malgrat aquesta tendència, certs barris de es caracteritzen per un nombre important de petites botigues, com per exemple a Little Italy o Chinatown.
El sector econòmic més important és el de les finances, que s'anomenen sovint Wall Street, nom del carrer on es troben els locals del New York Stock Exchange (NYSE), la més gran de les borses mundials en termes de capitalització. A més a més, acull igualment el NASDAQ, la borsa on cotitzen on la majoria d'empreses tecnològiques i empreses emergents americanes. Així, el 2005, hi cotitzaven 28 000 empreses per una capitalització de l'ordre de 20000 milions de dòlars. Però al sud no hi ha només el NYSE sinó que hi tenen la seu diverses grans empreses del món de les finances com American Express, Merrill Lynch o Dow Jones.
A Lower Manhattan també hi ha el complex del World Financial Center, i a nombrosos gratacels hi ha les seus d'empreses o oficines com el 40 Wall Street o l'American International Building on hi ha les oficines de la companyia de seguretat American International Group (AIG).
Al Midtown hi ha seus de bancs, centres comercials i culturals i hi resta un pol de comunicació (editors, canals de televisió, premsa) major. Entre els principals domicilis socials d'aquests sectors, es poden esmentar els canals de televisió CBS, NBC i MTV, o l'editor The New York Times Company.
Pel que fa a les noves tecnologies, Manhattan acull les seus de Verizon Communications i de Time Warner. A Nova York hi ha en total les seus de 22 de les cinc-centes empreses mundials més grans, menys que Tòquio i que París, però tres vegades més que Houston, segona ciutat dels Estats Units en aquest àmbit. Set de les vuit agències de comunicació més importants del món hi tenen la seu.
Sovint s'empra metonímicament Madison Avenue per designar el sector de la publicitat. La «Silicon Alley» és la tecnòpolis de Manhattan i de Nova York a nivell de multimèdia.
El barri de Times Square, que treu el seu nom del New York Times, és un dels centres neuràlgics del turisme, i acull igualment oficines de nombroses empreses d'envergadura internacional: el Condé Nast Building acull el NASDAQ MarketSite que permet consultar el curs dels valors en temps real sobre pantalles. L'agència de premsa Reuters hi té el seu propi immoble, el Reuters Building.

## Comunicacions i transports

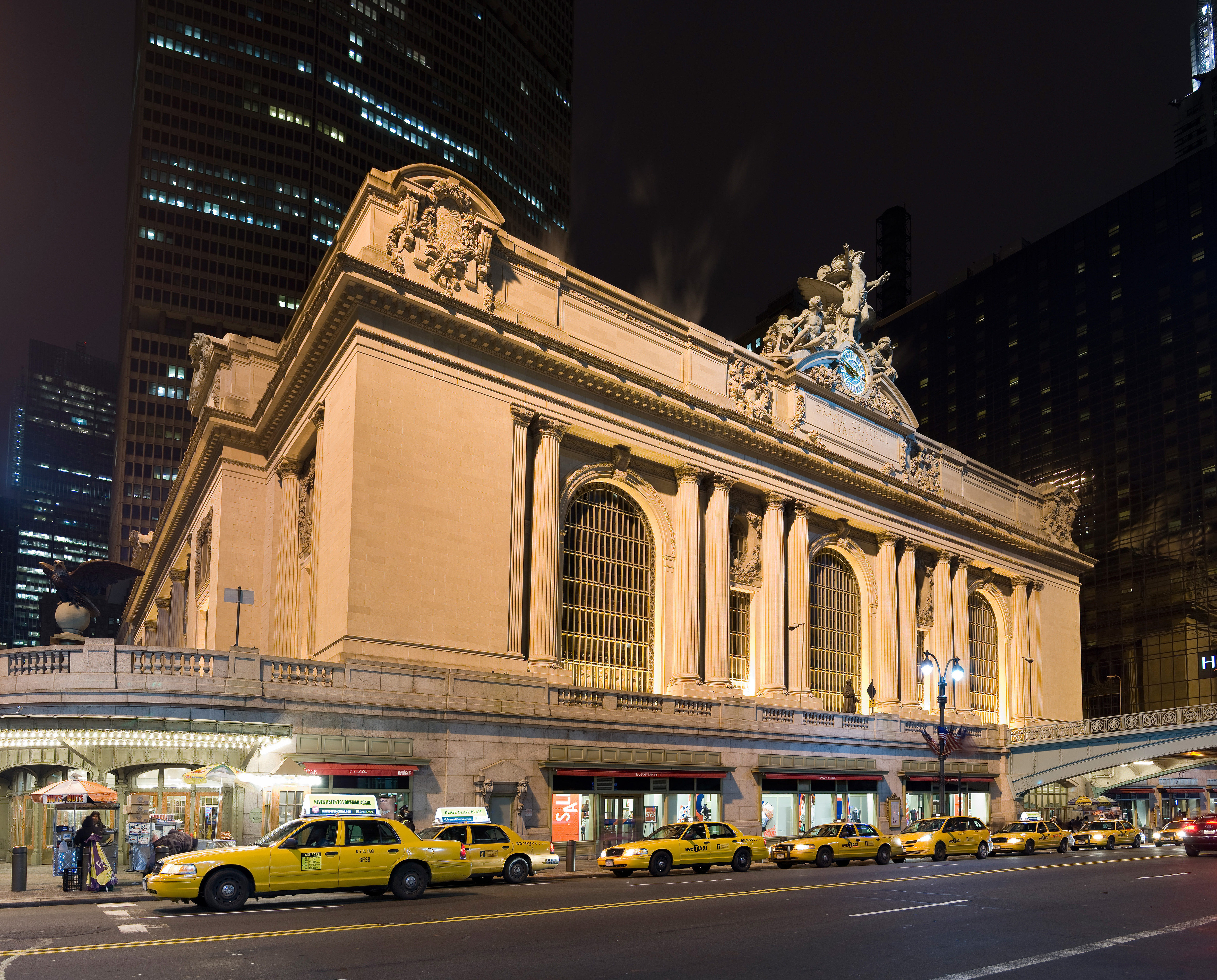
Grand Central Terminal, al carrer 42.

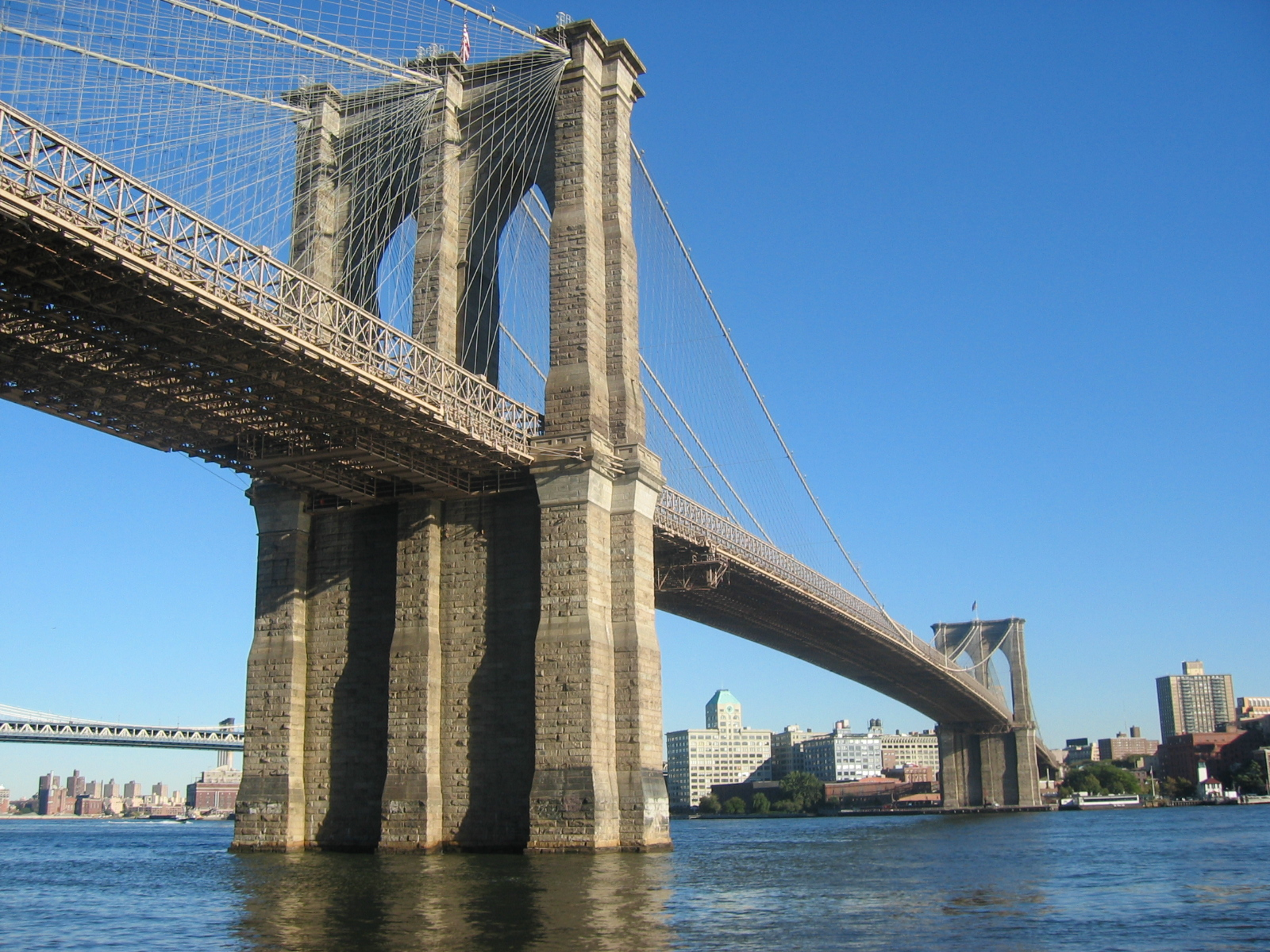
El Pont de Brooklyn

A Manhattan hi predomina el transport públic: segons el padró de l'any 2000, més del 75% dels habitants de l'illa no posseïen cap vehicle privat, només uns 18% dels habitants condueixen per anar a treballar. El Metro de Nova York és el mitjà de transport més utilitzat.
El 2007, el batlle, Michael Bloomberg, va proposar la creació d'un sistema de peatge de congestió per a millorar la qualitat de l'aire i el trànsit, inspirat en el model del de Londres. Els fons recaptats serien emprats per a la millora de les infraestructures del transport públic. Nova York esdevindria aleshores la primera gran ciutat del país a imposar aquest sistema de tarifació. El pla va ser tanmateix rebutjat pel Parlament de l'Estat. Tot i això, la pujada del preu del carburant ha contribuït a fer minvar el trànsit, ja sigui als carrers o als ponts i els túnels que condueixen als altres barris; en contrapartida, el tren i els transports públics són cada vegada més utilitzats per arribar al centre de la ciutat.
Manhattan està enllaçada per ponts i túnels a l'estat de Nova Jersey a l'oest, al Bronx cap al nord-est, al Queens i a Brooklyn a l'est i al sud. Aquests dos darrers situats a Long Island. Les principals vies són el pont de Manhattan, el pont de Brooklyn, el pont de Queensboro, el Holland Tunnel i el Lincoln Tunnel. El Roosevelt Island Tramway, l'únic telefèric urbà de l'Amèrica del Nord, connecta Manhattan amb Roosevelt Island d'ençà l'any 1978. Aquest trajecte dura menys de cinc minuts. La única connexió directa amb l'altre districte de la ciutat, Staten Island, és el Staten Island Ferry, la terminal del qual és al Battery Park, a l'extrem sud de l'illa.
Grand Central Terminal i Pennsylvania Station són les principals estacions, però també les més sovintejades del país. L'illa també compta amb diverses autopistes. No té aeroport, tot i això el Downtown Manhattan Heliport, un héliport públic, ofereix enllaços amb l'Aeroport Internacional John F. Kennedy, situat a Queens, i l'Aeroport Internacional de Newark Liberty.
Cada 28 de maig i 12 de juliol, tant a l'alba com a l'ocàs, el sol és visible a l'horitzó des del nivell dels carrers en estar el sol alineat amb el traçat dels carrers.

## Cultura i societat

### Monuments i llocs cèlebres

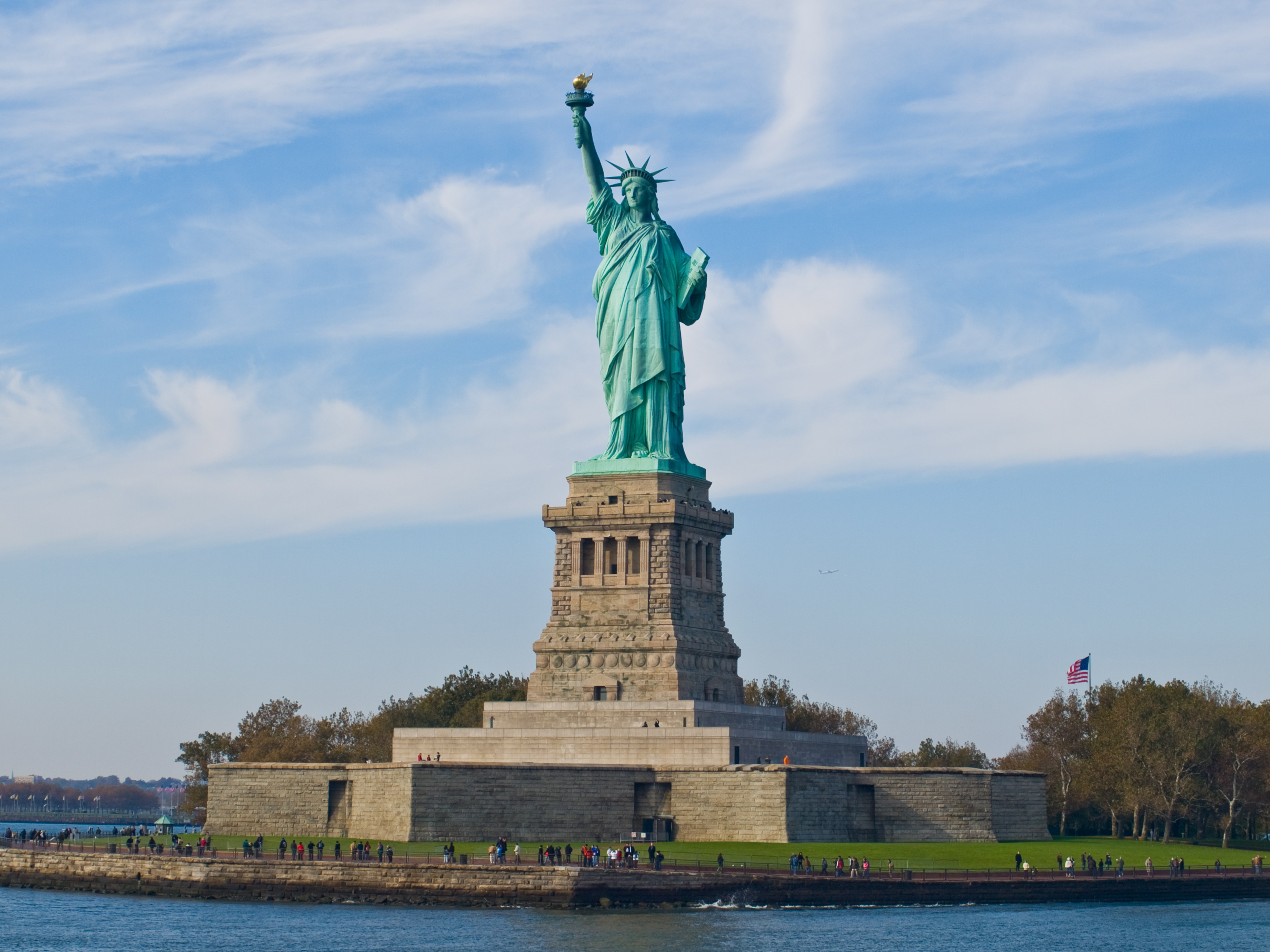
L'Estàtua de la Llibertat a Liberty Island.

El gratacel és un element inseparable de la identitat de Manhattan d'ençà el segle xix. Els principals gratacels de Nova York, hi són tots. De 1890 a 1973 els nou edificis més alts del món eren a Manhattan. En l'actualitat, l'Empire State Building és l'edifici més alt de la ciutat, i va ser el més alt del món entre 1931 i 1972. La ciutat té molts gratacels d'oficines dissenyats per respectar el medi ambient, com Hearst Tower i el nou 7 World Trade Center.
A més dels monuments nacionals com l'Estàtua de la Llibertat i els National Historic Landmark com l'Empire State Building, Manhattan té un centenar de zones protegides, dividida entre diferents categories (Manhattan Historic Districts, Manhattan Interior Landmarks i Manhattan Individual Landmarks) de la New York City Landmarks Preservation Commission, que constitueixen la majoria dels edificis protegits de la ciutat. Manhattan té molts hotels, incloent el famós Plaza Hotel i el Waldorf-Astoria.

### Art

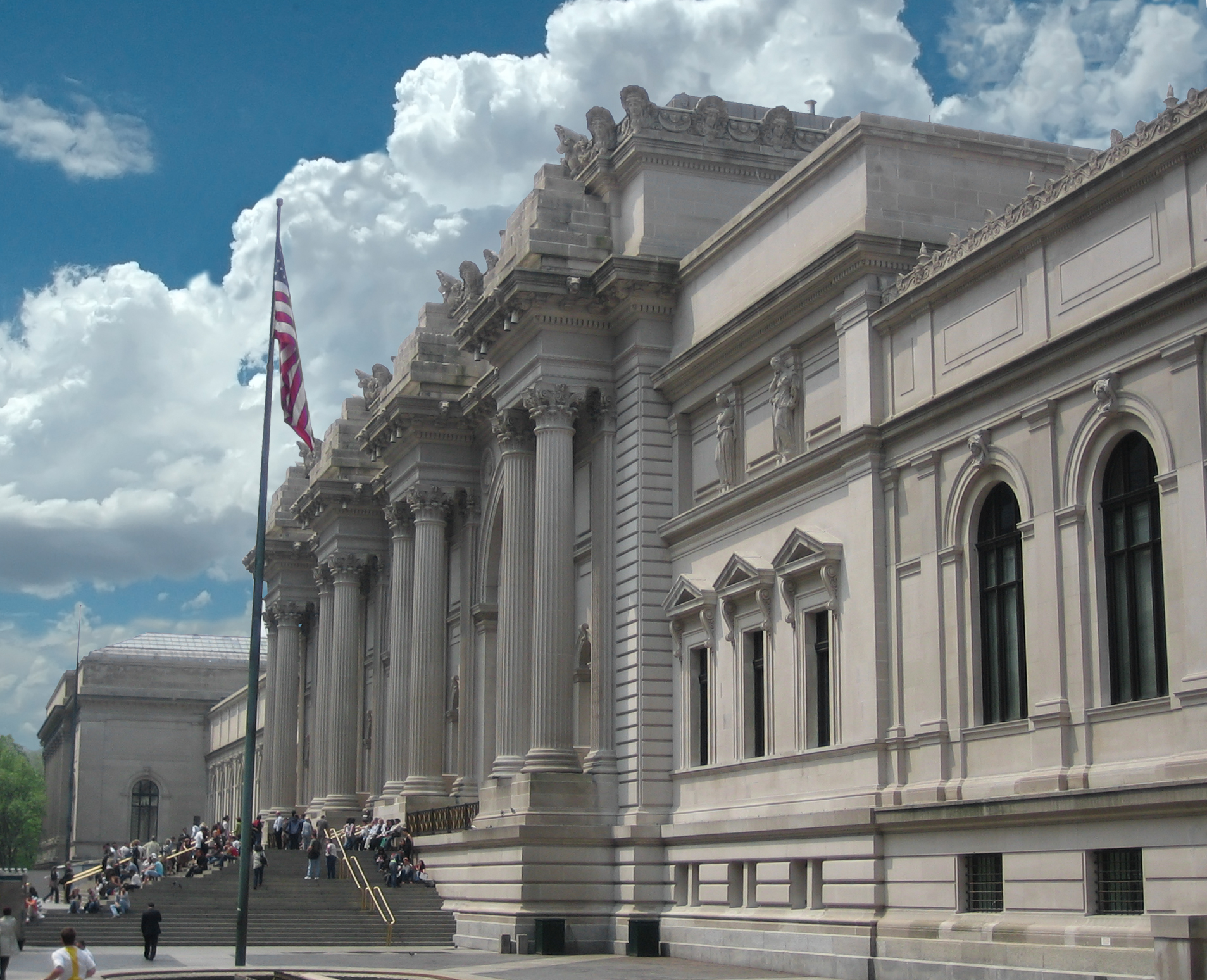
El Metropolitan Museum of Art

Al borough s'hi troben els museus més importants de Nova York i alguns dels més grans i rics del món com el Metropolitan Museum of Art, el Museum of Modern Art (MoMA), el Whitney Museum of American Art i el Solomon R. Guggenheim Museum.
Altres museus que es poden destacar són: el American Museum of Natural History, el Children's Museum of Manhattan, el Children's Museum of the Arts, The Cloisters, el Museum of Comic and Cartoon Art, el Museum of the City of New York, el New Museum of Contemporary Art, el New York City Police Museum, el New York City Fire Museum, el United Nations Art Collection, entre d'altres.
El barri de Chelsea és conegut per les seves galeries d'art (n'hi ha més de 200), dedicades a l'art modern, que serveixen per a promocionar nous artistes i per a celebrar-hi nombrosos esdeveniments culturals.
La secció de Broadway, a prop de Times Square és la llar de molts teatres de renom on es duen a terme espectacles musicals i obres famoses. El Lincoln Center acull el Metropolitan Opera, una de les sales d'òpera més gran del món.

### Parcs i equipaments esportius

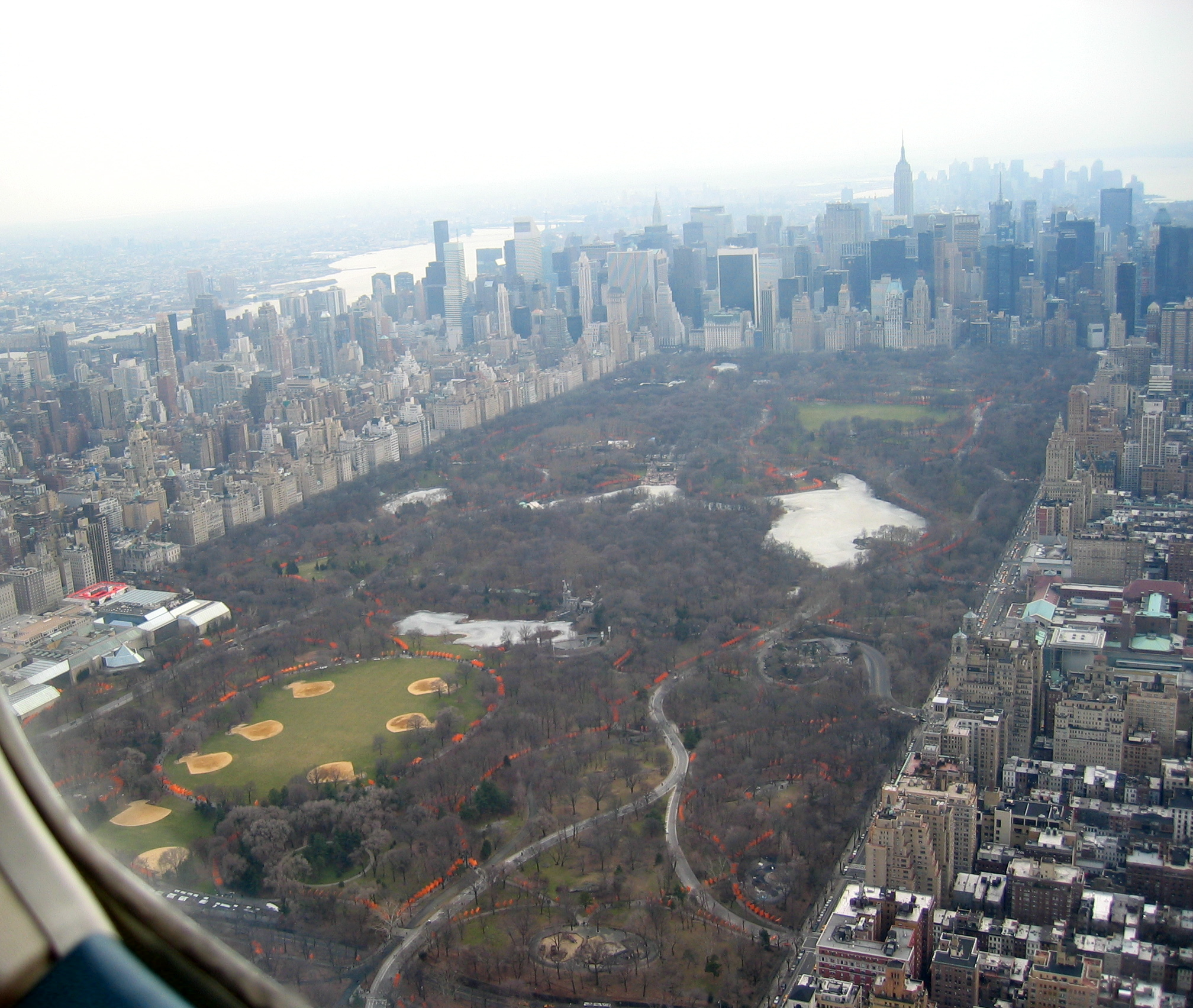
Vista aèria de Central Park.

Els espais verds representen el 17,8% del territori del borough, és a dir 10,9 km². La plaça de Bowling Green és el parc urbà més antic de Manhattan. El més conegut és Central Park i representa el 30% de la superfície d'aquests espais, que comprenen 204 àrees de joc, 251 «carrers verds», 371 terrenys de bàsquet i nombrosos altres equipaments.
D'altres parcs cèlebres del borough són Washington Square Park, Union Square, el Tompkins Square Park, i el Battery Park.
La ciutat compta amb el New York City Department of Parks and Recreation per a administrar i fer el manteniment dels espais verds que en depenen.
Les franquícies New York Knicks (NBA) i New York Rangers (National Hockey League) tenen la seu a Manhattan. El Madison Square Garden és l'única sala polivalent professional del borough. Manhattan és l'únic borough de New York a no tenir franquícia professional de beisbol.

### Educació i biblioteques
El New York City Department of Education, el major sistema d'escoles públiques dels Estats Units, dirigeix els centres públics al borough. Manhattan compta amb nombrosos centres secundaris cèlebres, com la Stuyvesant High School, la Fiorello H. LaGuardia High School of Music & Art and Performing Arts, el High School of Fashion Industries, la Murry Bergtraum High School, el Manhattan Center for Science and Mathematics, el Hunter College High School i la Bard High School Early College. Alguns d'aquests prestigiosos centres estan especialitzats en diferents àmbits o proposen estudis universitaris especials.

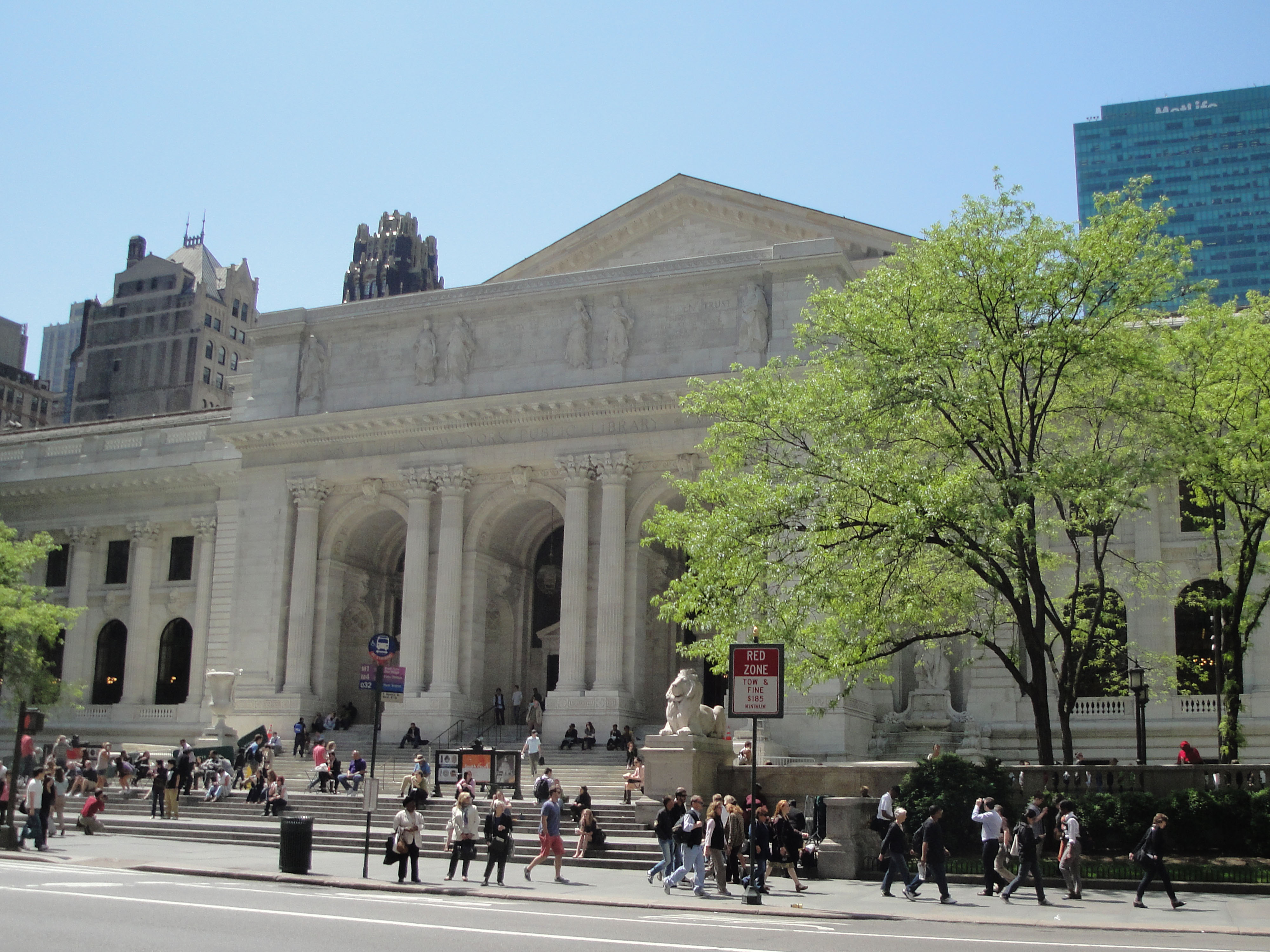
La New York Public Library

Manhattan acull diverses universitats reputades, com la Columbia University que forma part de la cèlebre Ivy League, la New York University (NYU), la Rockefeller University, Cornell University, un campus de la Fordham University, el City College of New York així com la City University of New York (CUNY). El borough és un dels centres mundials de la investigació en medicina i en les ciències de la vida.
Manhattan és servida per la New York Public Library, el sistema de biblioteques més important del país, que compta amb 35 biblioteques. Les cinc branques de la Central Library, és a dir la Mid-Manhattan Library, la Donnell Library Center, la New York Public Library for the Performing Arts, l'Andrew Heiskell Braille and Talking Book Library i la Science, Industry and Business Library, estan totes situades a Manhattan.

### Mitjans de comunicació
El New York Times, el New York Daily News i el New York Post tenen el seu domicilis socials al borough, igual com el diari financer més conegut, el Wall Street Journal. AM New York, The Greenwich Village Gazette i The Villager són els altres diaris principals. The Village Voice és el principal setmanari de Manhattan.
Un sector important al districte és la televisió, que acull els domicilis socials dels quatre grups més importants, American Broadcasting Company, Columbia Broadcasting System, Fox Broadcasting Company i National Broadcasting Company. S'hi troben també les seus de nombroses cadenes, com la a MTV, Fox News Channel, Home Box Office i Comedy Central.

### Religió

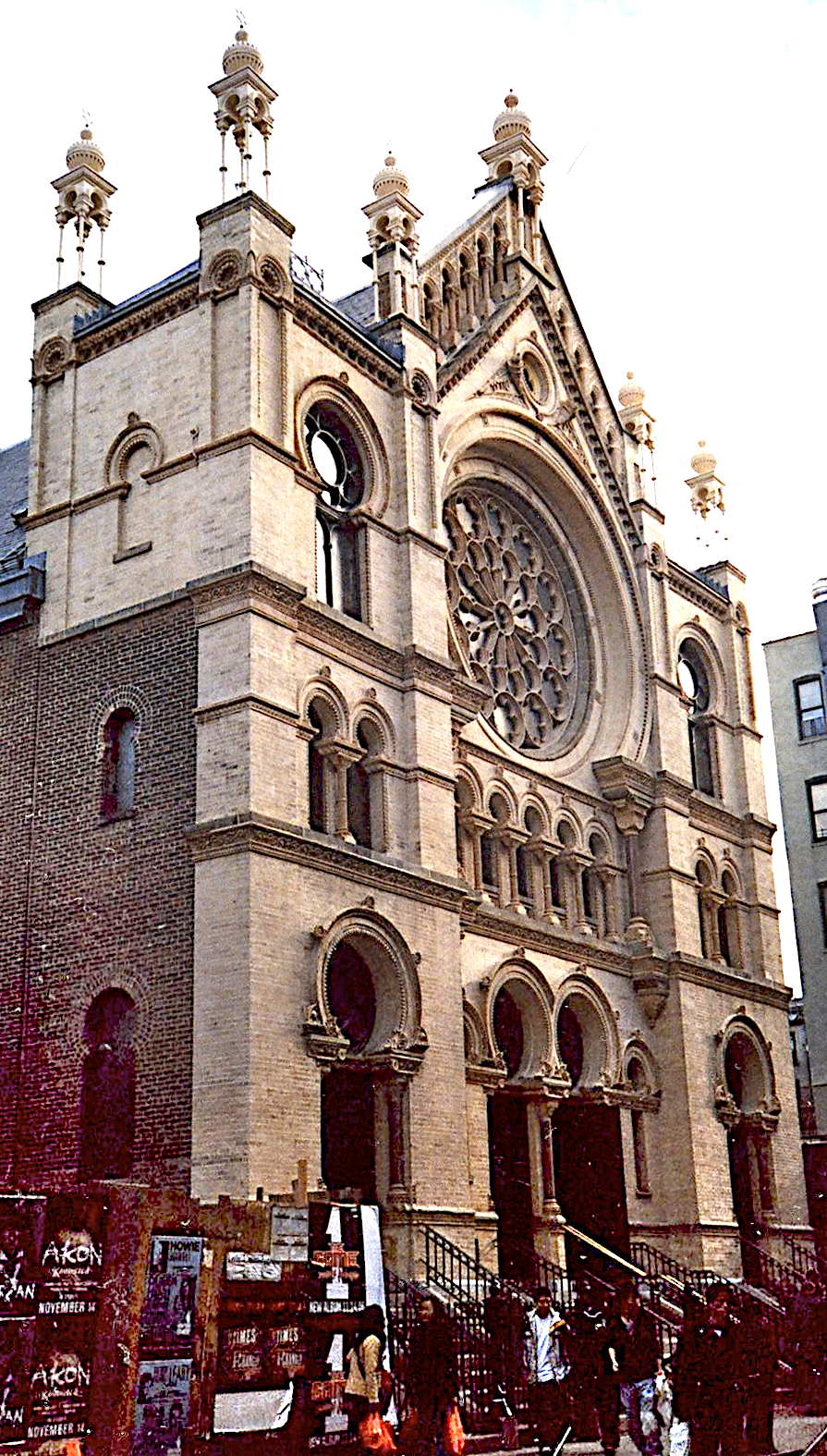
La sinagoga d'Eldridge Street al Lower East Side

La Catedral St. Patrick, situada a Midtown, és la major catedral neogòtica d'Amèrica del Nord, i l'església catòlica més antiga de Nova York. És la seu de l'Arxidiòcesi de Nova York d'ençà 1879, data en què va reemplaçar l'Antiga catedral St. Patrick (Nova York).
La sinagoga d'Eldridge Street és una de les més antigues dels Estats Units i està catalogada com a National Historic Landmark. A Manhattan hi ha també la seu de la congregació judaica més antiga dels Estats Units, la Congregation Shearith Israel, tot i que l'edifici actual data de finals del segle xix.
La Catedral Saint John the Divine, la catedral més gran del món, és la seu del diòcesi de New York de l'Església Episcopal dels Estats Units d'Amèrica. De confessió episcopal, també és la Trinity Church, envoltada de gratacels, on hi ha el darrer cementiri en funcionament de Manhattan.
L'Abyssinian Baptist Church és una església molt coneguda de Harlem. La Riverside Church, Església Baptista, és coneguda per la seva arquitectura neogòtica i pels discursos que hi han pronunciat personalitats com Martin Luther King.
L'Islamic Cultural Center of New York és el major lloc de culte Musulmà de New York. Caracteritzada pel seu estil arquitectural modern i la seva orientació en diagonal cap a la Meca.